# Gilanne Louwaars
Gilanne Louwaars (26 mei 1979) is een Nederlandse ex-voetbalster die onder meer uitkwam voor SV Saestum, FC Utrecht en het Nederlands elftal.